# Kuroneko
Yabu no Naka no Kuroneko (藪の中の黒猫) (bra: O Gato Preto; prt: O Gato Preto do Túmulo) é um filme japonês do género terror, realizado e escrito por Kaneto Shindo, com base na adaptação de um folclore sobrenatural, e protagonizado por Kichiemon Nakamura, Nobuko Otowa e Kiwako Taichi. O filme foi rodado em preto e branco e no formato TohoScope. 
Estreou-se no Japão a 24 de fevereiro de 1968, sob a distribuição da Toho. O filme entrou na competição do Festival de Cannes de 1968, porém a edição foi cancelada devido aos eventos de Maio de 1968, na França.

## Enredo
Ambientado numa guerra civil no Japão feudal, o filme conta a história dos espíritos vingativos (onryōs) de uma mulher e sua nora, que morreram nas mãos de um bando de samurais.

## Elenco
- Kichiemon Nakamura como Gintoki
- Nobuko Otowa como mãe
- Kiwako Taichi como Shige
- Kei Satō como Raiko
- Hideo Kanze como Mikado
- Taiji Tonoyama como fazendeiro
- Yoshinobu Ogawa como seguidor de Raiko
- Rokko Toura como senhor da guerra

## Temas

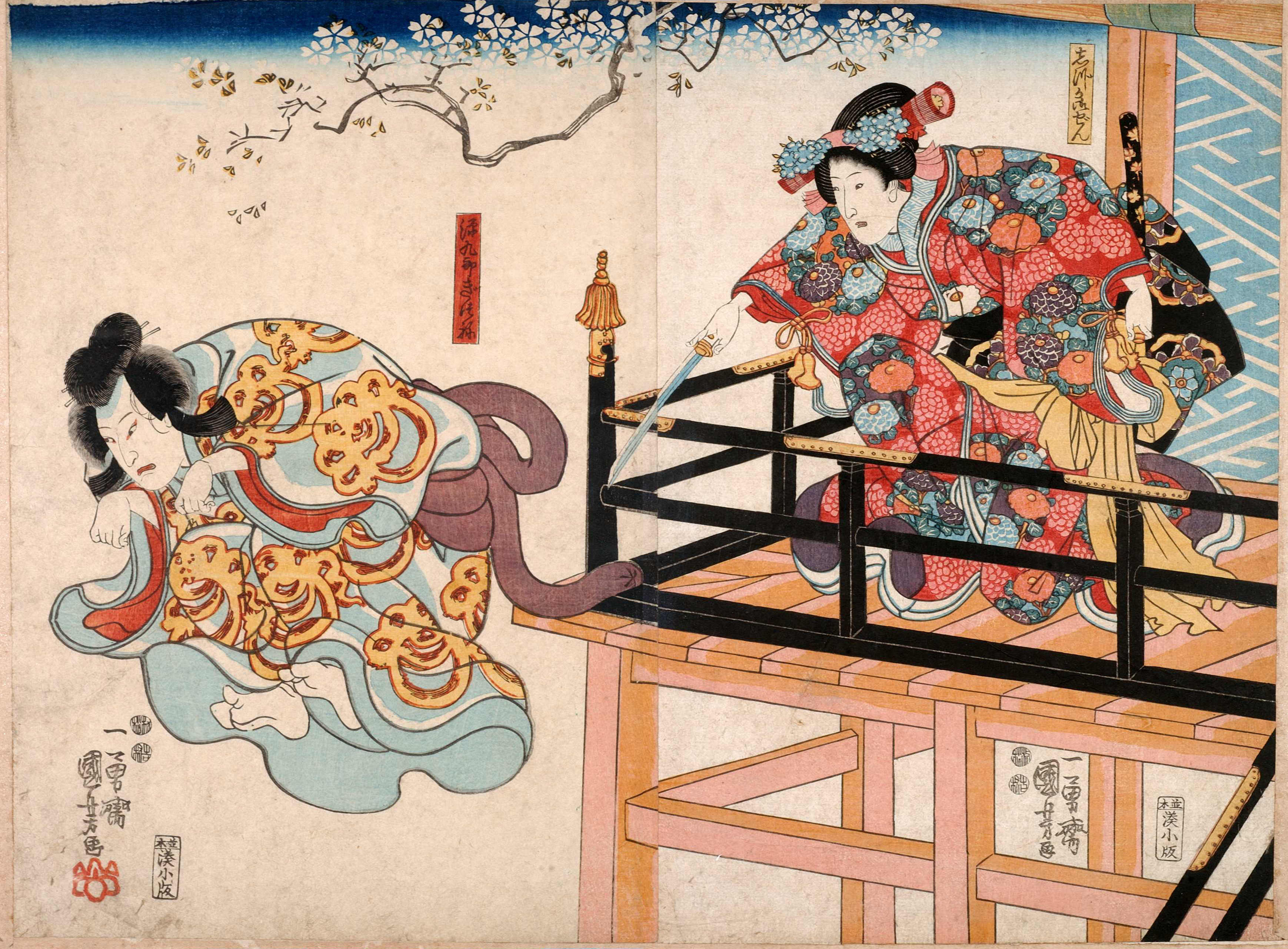
Uma representação da técnica chūnori (a flutuar), utilizada no teatro cabúqui.

Yūsuke Suzumura da Universidade Hosei relatou que o título do filme faz referência de forma proposital à história Yabu no Naka (conhecida no Brasil como Dentro de um Bosque) de Ryūnosuke Akutagawa, bem como à adaptação cinematográfica Rashômon (conhecida nos países lusófonos como Às Portas do Inferno) de Akira Kurosawa. Embora o título japonês literalmente signifique "um gato preto num bambuzal", a frase em japonês yabu no naka também é usada idiomaticamente para referir-se a um mistério difícil de desvendar. Suzumura também identificou as lendas de Minamoto no Raikō como influências no filme: já que o próprio Raikō aparece no filme, é provável que o nome do protagonista do filme, Gintoki (銀時, "época da prata") refere-se ao nome do lendário seguidor de Raikō Kintoki (金時, "época do ouro").
No ensaio sobre Kuroneko, o crítico de cinema Maitland McDonagh destacou os papéis em que os gatos desempenham no folclore japonês, particularmente o bakeneko, um yōkai (ou entidade sobrenatural) que tem a habilidade de assumir a forma de uma vítima humana, e muitas vezes come a vítima no processo. Kuroneko é um dos vários filmes japoneses de terror com temática relacionada a um gato monstro (kaibyō eiga ou bake neko mono), um subgénero derivado principalmente do repertório do teatro cabúqui.
Outros elementos teatrais observados no filme são a implementação de projetores, o uso da fumaça para criar uma atmosfera fantasmagórica, que é característica do teatro cabúqui, os movimentos de dança do espírito da mãe, baseados em danças do teatro Noh, e a semelhança dos movimentos de saltar e voar dos espíritos para a técnica chūnori, um truque visual usado no teatro cabúqui onde os atores saltam pelo ar através do uso de fios. Ademais, o ator principal Kichiemon Nakamura era um intérprete de cabúqui, e Hideo Kanze, que interpretou Mikado, era especialista no teatro Noh.

## Recepção
Tom Milne da revista britânica The Monthly Film Bulletin considerou o filme "muito menos extravagante do que a versão anterior de Shindo sobre horrores fantasmagóricos com Onibaba", e que era "mais uma peça de humor". A crítica concluiu que o filme "tem uma história suficientemente engenhosa que permaneceu agradável durante toda a parte, e esporadicamente descobre momentos de invenção genuinamente bizarros".
Manohla Dargis do jornal estado-unidense The New York Times descreveu o filme em 2010 como "uma história de fantasmas que é mais assustadora do que enervante, e muitas vezes assustadoramente adorável". No ano seguinte, Maitland McDonagh chamou o filme de "sombriamente sedutor" e "elegante, gracioso de arrepiar os cabelos e pronto para ocupar o seu lugar, ao lado dos outros marcos da história do terror japonês".
No sítio de agregador de críticas Rotten Tomatoes, o filme tem um índice de aprovação de 95%, com base em vinte e duas críticas, e uma média de 8.1/10.
No Japão, o filme venceu dois prémios na competição cinematográfica do jornal Mainichi Shimbun. Nobuko Otowa venceu o prémio de melhor atriz por Kuroneko, e Tsuyomushi onna to yowamushi otoko, e Kiyomi Kuroda venceu o prémio de melhor cinematografia, também por ambos os filmes.